# Félix Lacuesta
Pour le réalisateur espagnol, voir Isaki Lacuesta.
Félix Lacuesta est un footballeur français, né le 20 février 1958 à Bayonne. Il était milieu de terrain.

## Biographie
Formé à l'AS Saint-Étienne, il éclate vraiment lors de la saison 1977/1978 quand, prêté à Bastia avec Jean-François Larios, il permet au club corse d'atteindre la finale de la Coupe UEFA.
Définitivement transféré, il participe encore à la victoire en Coupe de France 1981 face à son ancien club (2-1), malgré un crochet d'une saison aux Girondins de Bordeaux.
Par la suite il évolue à Strasbourg, Lyon, de nouveau Bastia, Monaco, Lille, avant de finir sa carrière à Cannes à la fin de la saison 1989/1990.

## Carrière
- 1972-1973 : Aviron bayonnais (réserve)
- 1973-1974 : AS Saint-Étienne (réserve)
- 1974-1977 : AS Saint-Étienne
- 1977-1979 : SEC Bastia (prêt)
- 1979-1980 : Girondins de Bordeaux
- 1980-1981 : SEC Bastia
- 1981-1984 : RC Strasbourg
- 1984-1985 : Olympique lyonnais
- 1985- janvier 1986 : SEC Bastia
- janvier 1986-1986 : AS Monaco
- 1986-1987 : Lille OSC
- 1987-1990 : AS Cannes[1]

## Palmarès
- Champion de France en 1975 et 1976 avec l'AS Saint-Étienne
- Vainqueur de la Coupe de France en 1981 avec le SC Bastia
- Finaliste de la Coupe de l'UEFA en 1978 avec le SC Bastia

## Statistiques
- 322 matchs et 22 buts en Division 1
- 22 matchs et 2 buts en Division 2
- 12 matchs en Coupe de l'UEFA